# Université de Copenhague
L'université de Copenhague (en danois, Københavns Universitet) est une université danoise. Elle est la plus ancienne et la plus grande institution d'enseignement et de recherche du Danemark. L'université a plusieurs campus situés à Copenhague et aux environs.

## Facultés
L'université de Copenhague a actuellement six facultés (le nombre et la composition de celles-ci ont varié avec le temps) :
- Faculté des sciences de la santé et des sciences médicales
- Faculté des sciences humaines
- Faculté de droit
- Faculté des sciences
- Faculté des sciences sociales
- Faculté de théologie

## Historique

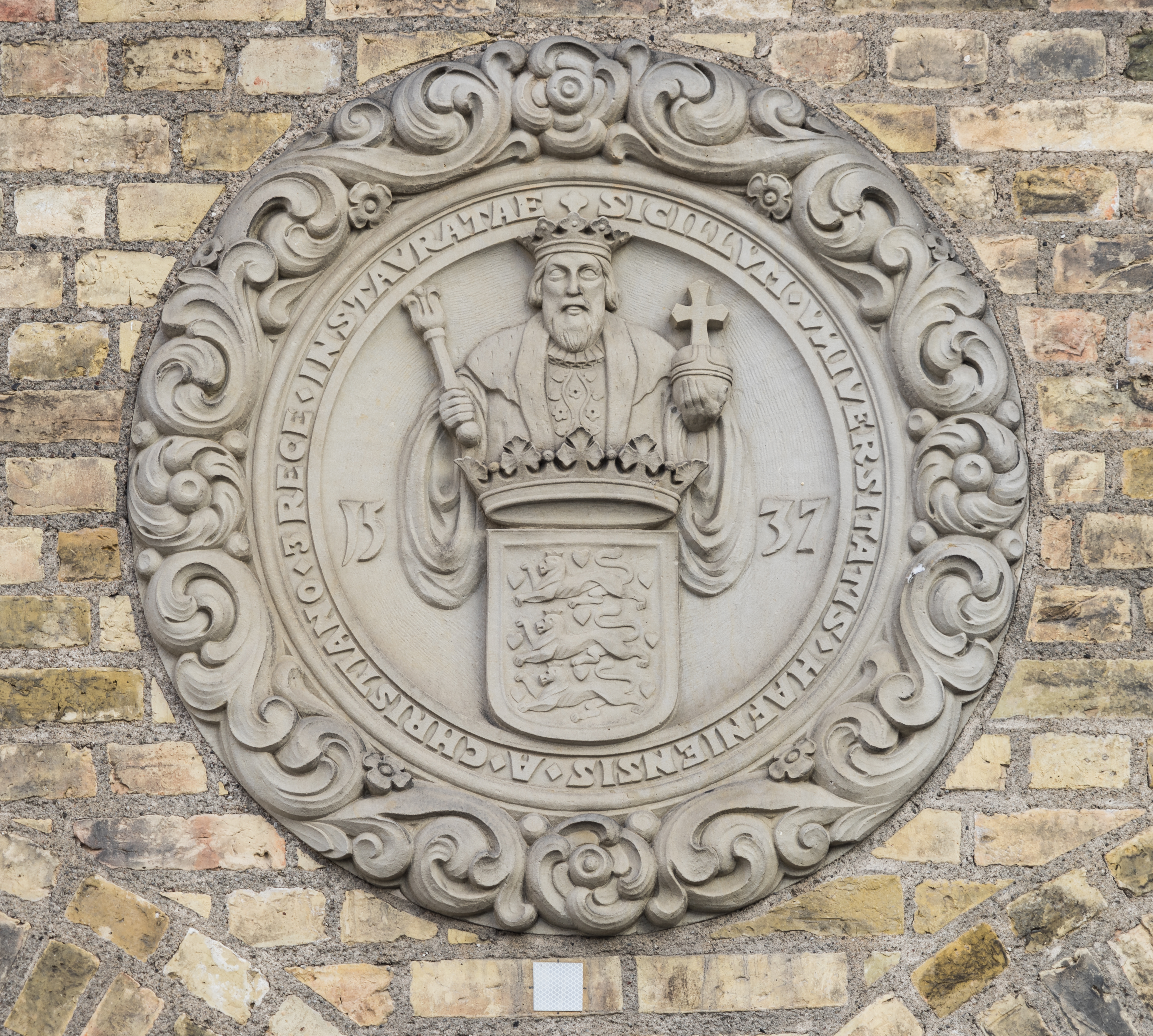
Bas-relief représentant le sceau de l'université de Copenhague.

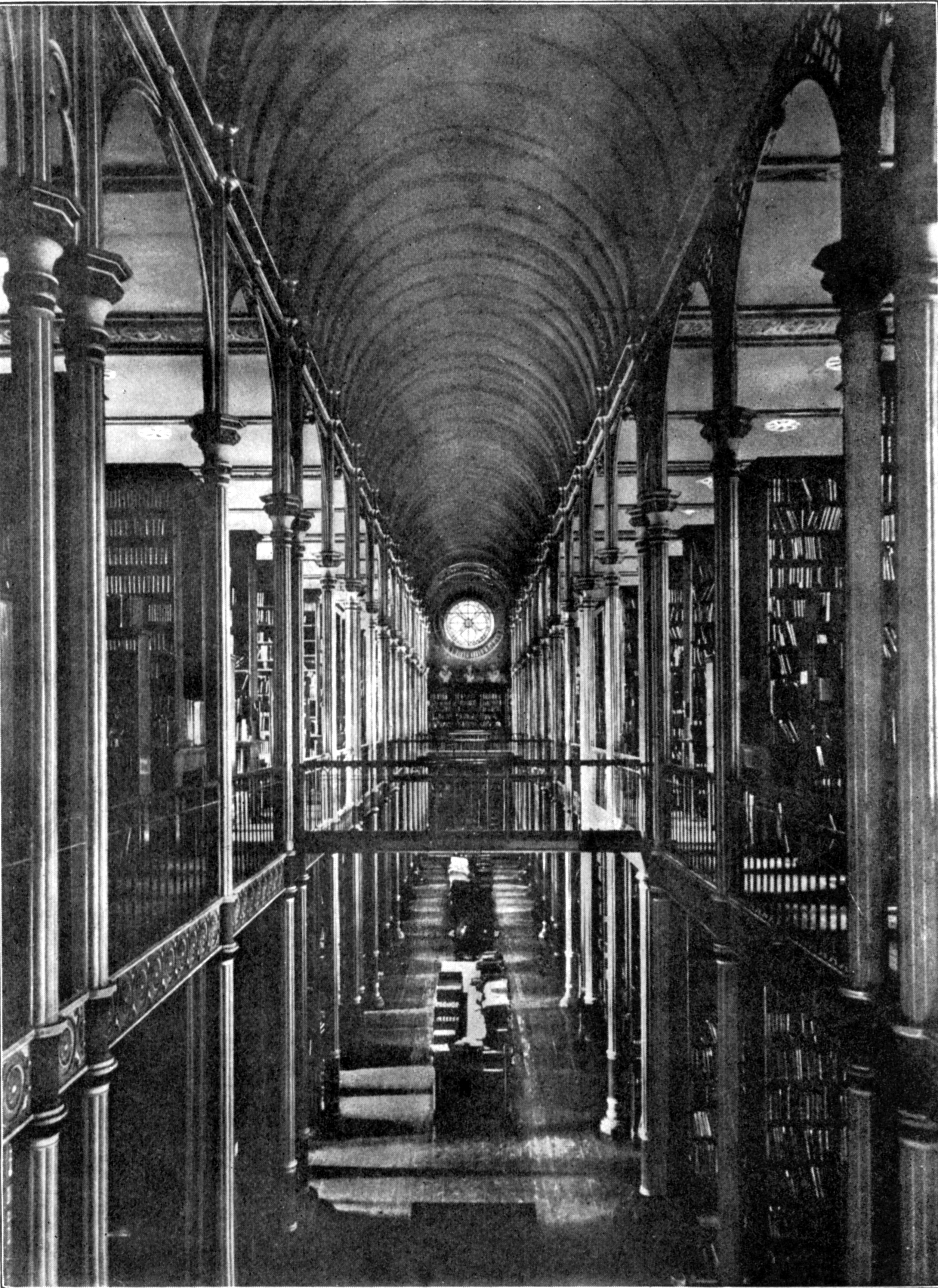
Intérieur de la vieille bibliothèque universitaire Fiolstræde, vers 1920.

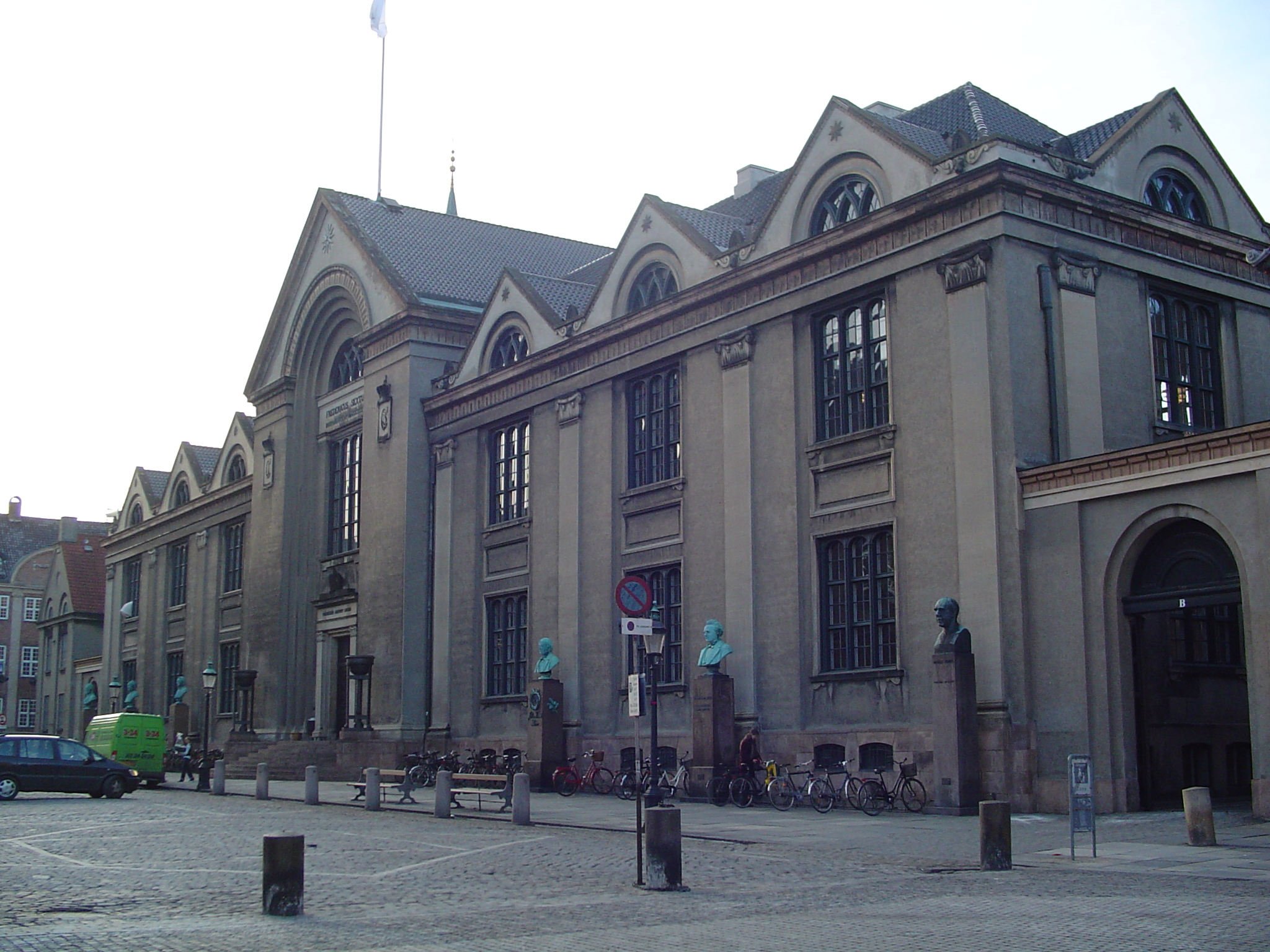
Campus principal Frue Plads.

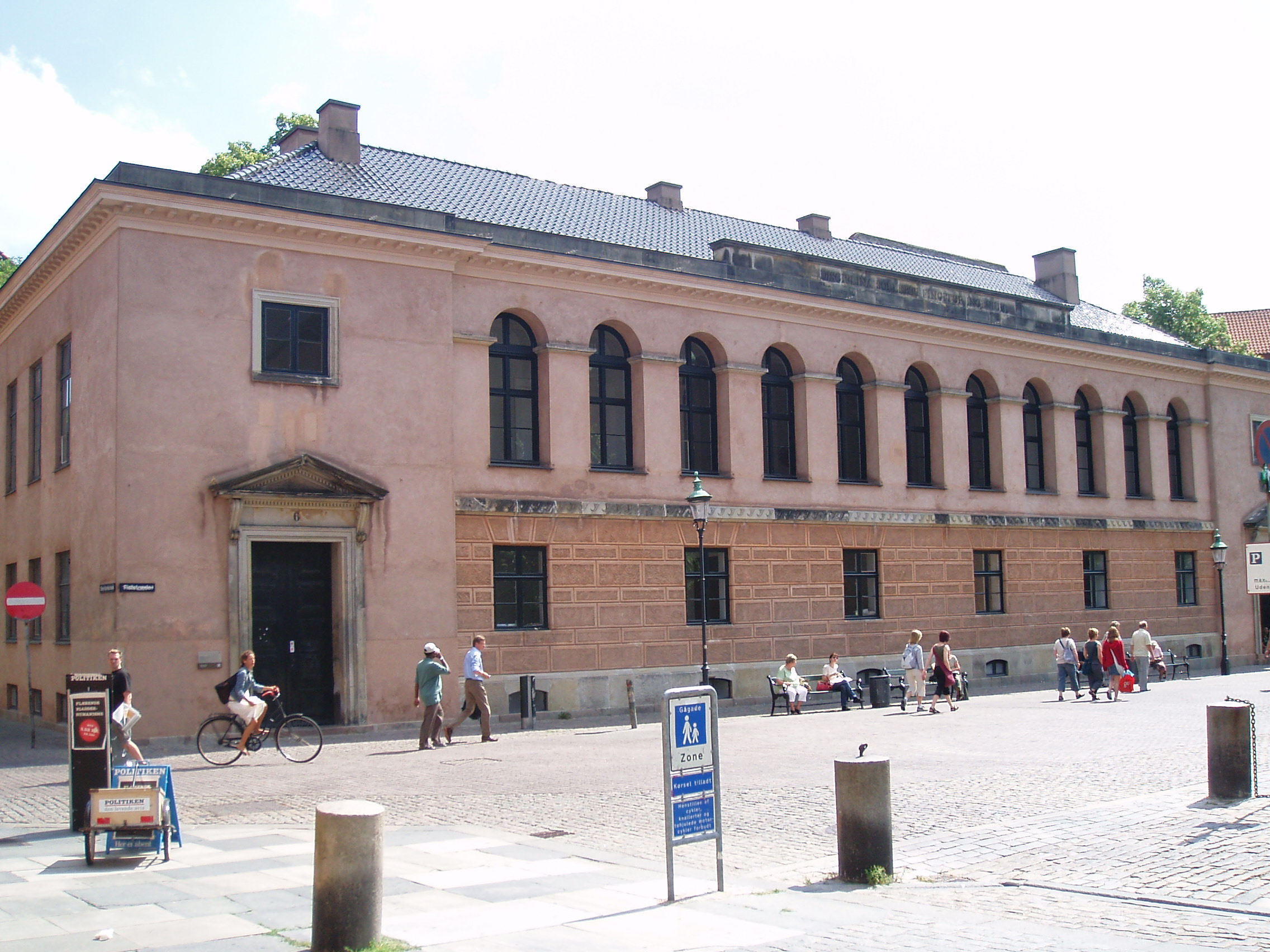
Annexe Fiolstræde.

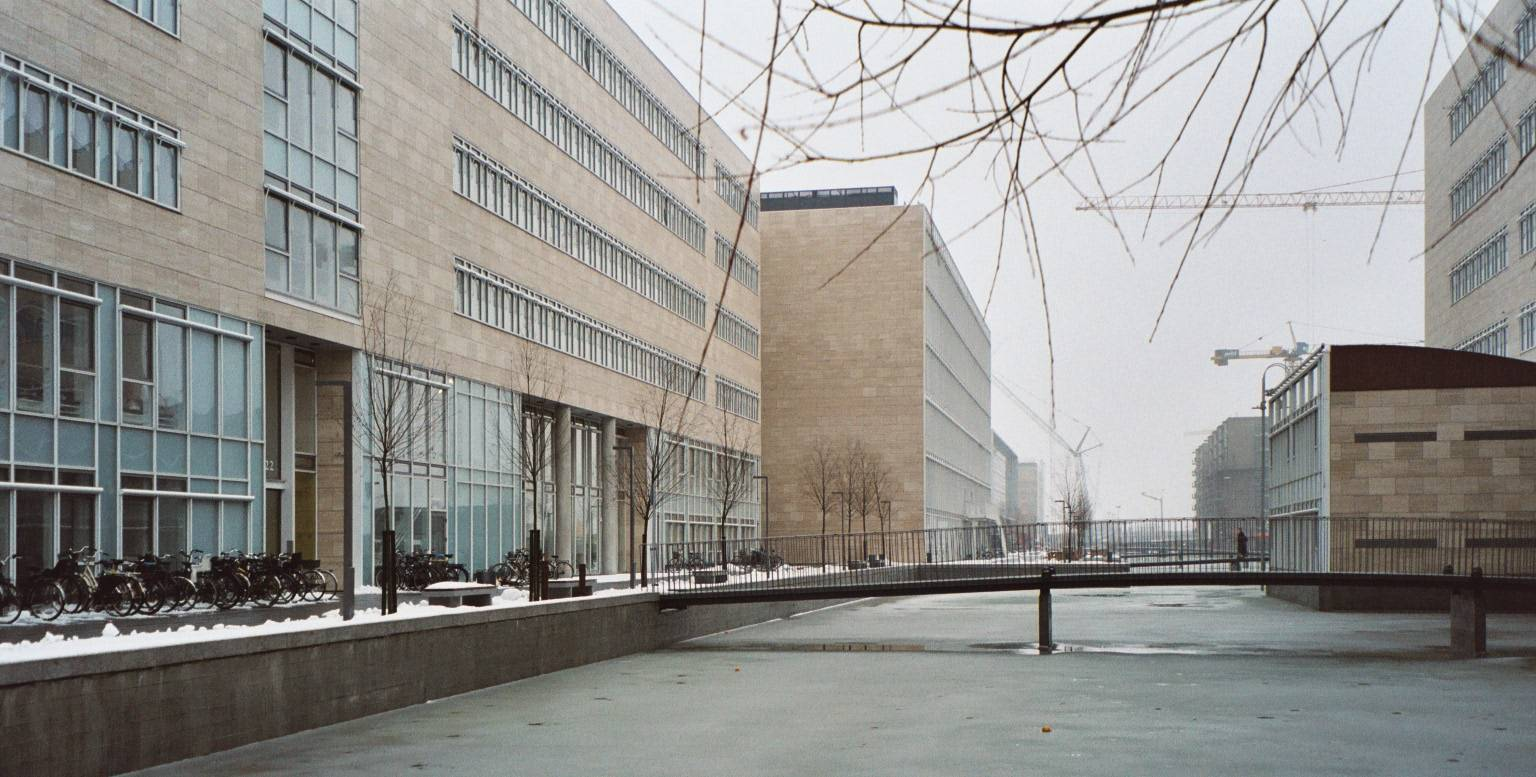
Université de Copenhague, Faculté des sciences humaines,
Ørestad

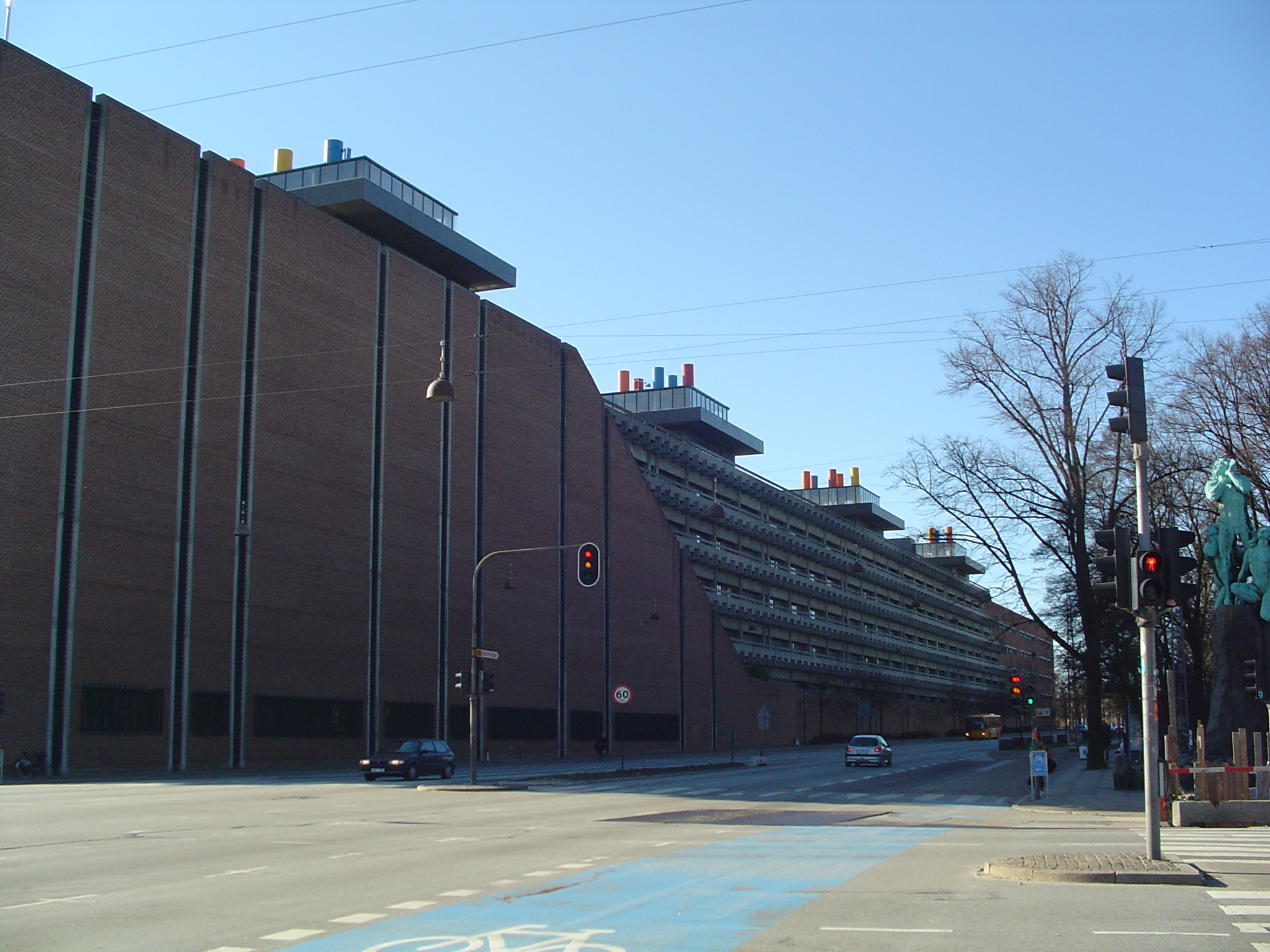
L'institut Panum de l'université de Copenhague.

L'université de Copenhague est une université danoise, située à Copenhague.
Fondée en 1479, elle est la plus ancienne université du Danemark. Et en fut la seule entre la fermeture du Studium Generale à Lund en 1536 et l'établissement de l'université d'Aarhus vers la fin des années 1920. Elle devenait le centre des études catholiques romaines et théologique, puis de droit, médecine et philosophie.
Entre les années 1675 et 1788, l'université a introduit le concept d'examens de diplôme et de titre. Au terme de cette période, toutes les facultés imposaient des examens avant l'émission des diplômes.
L'Arnamagnæanske Samling (en français : collection Arnamagnæanske) est un ensemble de manuscrits et de parchemins anciens de l'époque médiévale d'origine islandaise et norvégienne. Cette collection privée appartenait au savant Árni Magnússon qui légua environ 1 800 manuscrits à l'université de Copenhague peu avant sa mort en 1730.
La première femme étudiante fut inscrite en 1877. Celles-ci sont dorénavant majoritaires (actuellement 57 %).
Depuis 1918, le Medicinsk Museion (musée de la médecine de Copenhague ) est rattaché à l'université.

## Personnalités liées à l'université

### Professeurs
- Johan Ludvig Heiberg (de 1895 à 1924)
- Christophe Helmke
- Maiken Nedergaard
- Michèle Simonsen
- Inge Henningsen
- Karen Seto

### Étudiants
- Aage Niels Bohr, physicien danois, lauréat d'un prix Nobel de physique
- Niels Bohr, physicien danois
- Vigdís Finnbogadóttir, femme politique islandaise
- Per Kirkeby, artiste danois,
- Frederik Michael Liebmann, botaniste danois
- Pehr Henrik Ling, pédagogue danois
- Peter Wilhelm Lund, physicien, zoologiste, botaniste et paléontologue danois.
- Per Stig Møller, homme politique danois,
- Erik Pontoppidan, théologien et zoologiste danois
- Björn Ibsen, médecin anesthésiste danois
- Poul Nyrup Rasmussen, homme politique danois
- Jón Sigurðsson, historien et homme politique islandais
- Ejnar Sylvest, médecin danois
- Kristen Jensen Lyngby, philologue danois
- Søren Kierkegaard, écrivain, théologien et philosophe danois
- Michèle Simonsen, autrice française

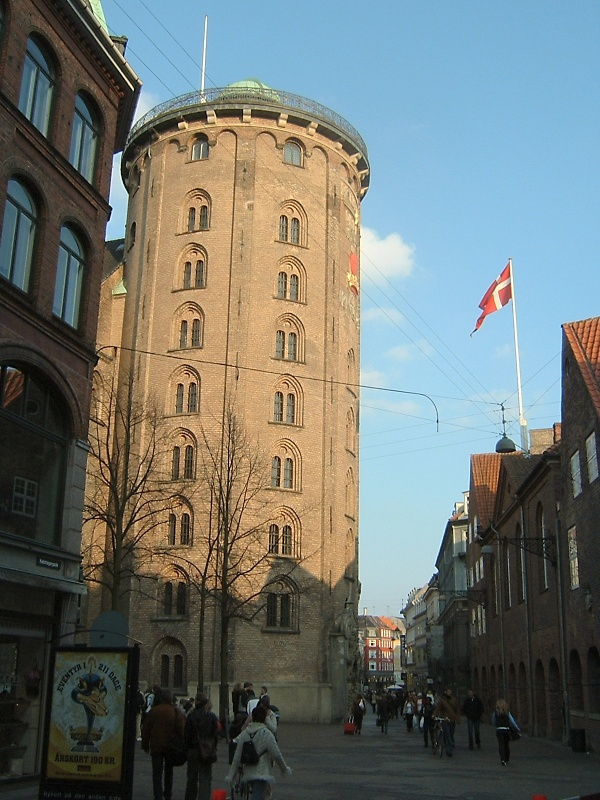
La Rundetårn (tour ronde) fut utilisée au XVIIe siècle comme observatoire par Ole Rømer.

- Ludvig Manthey, pharmacien danois
- Kristine Smith, mathématicienne

## Recherche
En 2014, l'université de Copenhague conduit un essai clinique visant à tester l'efficacité thérapeutique d'un nouveau traitement contre la dépression : un casque à ondes électromagnétiques.

## Classement
L'université est 30e au classement de Shanghai 2021.